# Pipriac
Pipriac is een gemeente in het Franse departement Ille-et-Vilaine (regio Bretagne). De plaats maakt deel uit van het arrondissement Redon. Pipriac telde op 1 januari 2022 3.871 inwoners.

## Geografie
De oppervlakte van Pipriac bedroeg op 1 januari 2022 48,65 vierkante kilometer; de bevolkingsdichtheid was toen 79,6 inwoners per km².

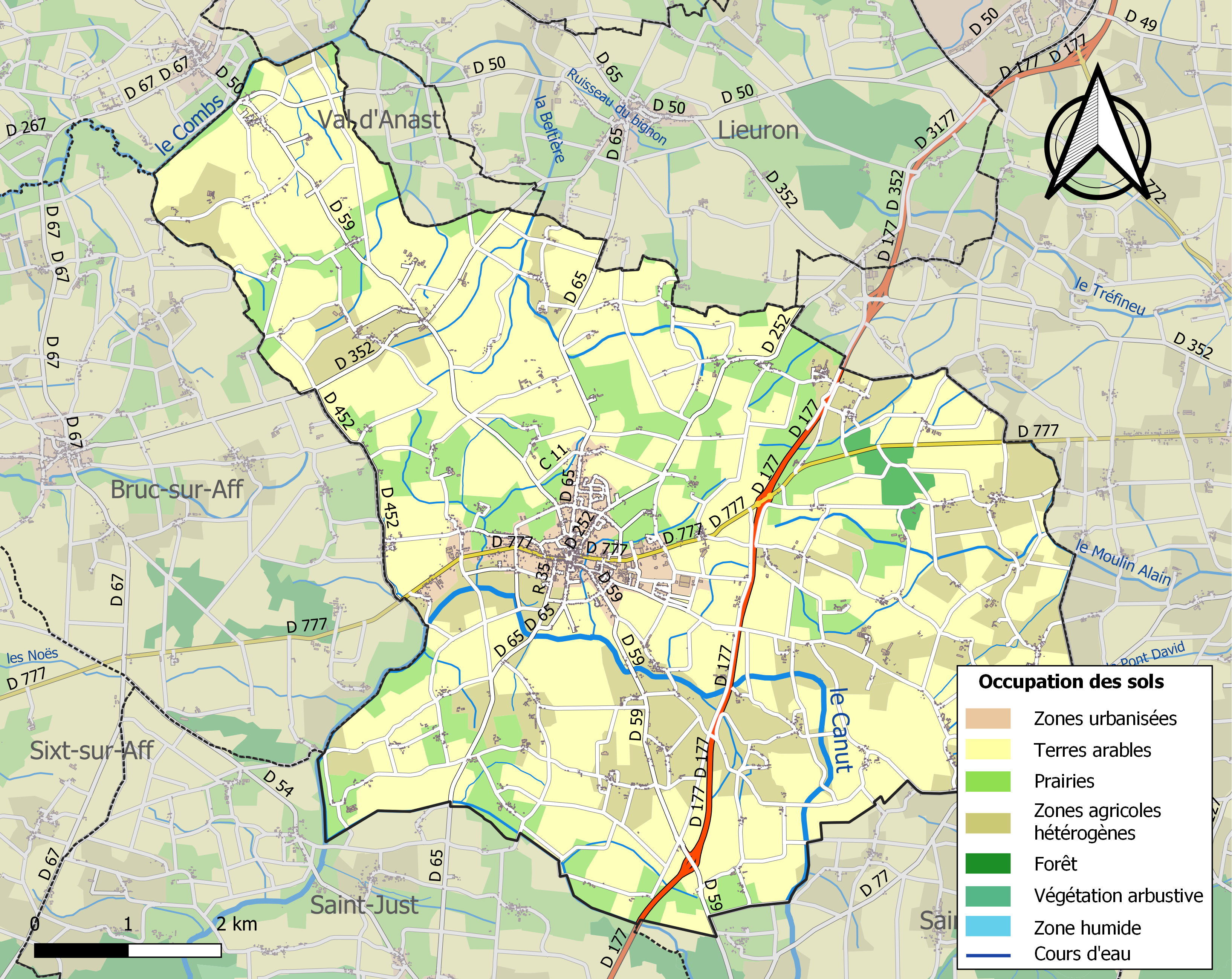
Kaart van de gemeente met belangrijkste infrastructuur, bodemgebruik en omliggende gemeenten

## Demografie
Onderstaande figuur toont het verloop van het inwonertal, bron: INSEE-tellingen. 